# Підсув
Підсув (рос. поддвиг, англ. underthrust, нім. Unterschiebung f) — зміщення по розлому, метаморфічно подібне насуву, але таке, що виникло за активного руху лежачого крила під висяче крило.
Розрізняють підсуви:
- пологі з кутом падіння площин не більше 45°;
- підсувні складки;
- великі підсуви, площини яких падають під гірські кряжі;
- субконтинентальні (приклади — зони розривів в острівних дугах на межі океанів та континентів; розриви, які обмежують Гімалаї).